# Abou Sanogo
Pour les articles homonymes, voir Sanogo.
Abou Sanogo, né le 20 décembre 1994, est un coureur cycliste ivoirien.

## Biographie
Abou Sanogo s'illustre principalement dans des courses ivoiriennes. Bon sprinteur, il a remporté son championnat national en 2015 ainsi que le classement général du Tour de Côte d'Ivoire en 2021. Il s'est également imposé sur des étapes du Tour du Faso, du Tour du Bénin, du Tour du Togo et du Tour du Mali.

## Palmarès et résultats

### Palmarès par année
- 2015
  -  Champion de Côte d'Ivoire sur route
  - 72 Heures du Sud :
    - Classement général
    - 1re étape

  - 5e et 10e étapes du Tour de l'Est International
- 2016
  - 1re étape du Tour du Togo
  - 5e étape du Tour du Bénin
  - 3e et 11e étapes du Tour de l'Est International
  - 2e étape du Tour de l'Indépendance
  - 7e étape du Tour de Côte d'Ivoire
  - 2e du championnat de Côte d'Ivoire sur route
  - 2e du Tour du Bénin
- 2017
  - 5e étape du Tour du Bénin
  - Grand Prix de la Commune d'Attécoubé
  - 1re et 9e étapes du Tour du Faso
- 2018
  - 1re et 3e étapes du Tour du Mali
  - Grand Prix de la Commune d'Attécoubé
  - 6e étape du Tour de Côte d'Ivoire
- 2019
  - Tour de Treichville
  - 3e et 8e étapes du Tour de l'Est International
  - 2e étape du Tour de Côte d'Ivoire
  - 2e du Tour de l'Est International
- 2021
  - Grand Prix Fama Touré
  - Tour de Côte d'Ivoire : 
    - Classement général
    - 1re, 3e, 4e, 5e et 6e étapes

  - Grand Prix Ahoua Simon
  - 2e du championnat de Côte d'Ivoire sur route
- 2022
  - Prologue du Tour de l'Est International
  - 7e étape du Tour de Côte d'Ivoire
  - 3e du championnat de Côte d'Ivoire sur route
  - 3e du Tour de Côte d'Ivoire
- 2023
  - Tour de Côte d'Ivoire :
    - Classement général
    - 3e, 4e et 6e étapes

### Classements mondiaux
| Année                                 | 2015 | 2016  | 2017  | 2018  | 2019  | 2020  | 2021  | 2022  | 2023  |
| ------------------------------------- | ---- | ----- | ----- | ----- | ----- | ----- | ----- | ----- | ----- |
| Classement mondial                    |      | 2107e | 2905e | 1313e | 2859e | 2163e | 2301e | 1569e | 1546e |
| UCI Africa Tour                       | 53e  | 163e  | 259e  | 67e   | 179e  | 99e   | 126e  | 87e   | nc    |
|                                       |      |       |       |       |       |       |       |       |       |
| Légende : nc = non classéSource : UCI |      |       |       |       |       |       |       |       |       |